# Ариете
C1 «Ариете» (итал. C1 Ariete) — итальянский основной боевой танк. Разработан в 1984 году на основе немецкого танка «Леопард 2», первый прототип был построен в 1986 году. Производился серийно с 1995 по 2002 год. Общий выпуск составил 200 единиц. В 2005 году в качестве прототипа был представлен улучшенный вариант танка: усиленное модульное бронирование и пушка длиной 44 калибра.

## История создания
В 1982 году итальянская армия сформулировала общие требования для разработки нового основного боевого танка, планировавшегося к производству в Италии для замены американских танков M47 «Паттон II». В 1984 году эти требования были согласованы с консорциумом фирм «ОТО Мелара» и «Ивеко ФИАТ», были и начаты конструкторские работы над танком, который получил проектное название ОF-45 (О и F — начальные буквы компаний «ОТО Мелара» и «Фиат», 45 — примерная масса танка).
В 1986 году был изготовлен первый опытный образец танка, а в 1988 первая опытная партия из шести машин, была передана на войсковые и заводские испытания. Испытания проходили в течение 450 дней, за это время все шесть танков совершили более 3000 выстрелов из пушки. После их успешного завершения, был оформлен заказ на производство 200 танков C1 Ariete. Серийное производство было начато только в 1995 году, и продолжалось до 2002 года, когда последние машины были переданы итальянской армии.

## Модификации
- C1 Ariete pre-serie — предсерийная модификация, построено 6 танков, включая прототип.
- C1 Ariete  — серийная модификация, отличающаяся специальными креплениями для дополнительной защиты PSO и WAR и более совершенным бортовым оборудованием.
- C2 Ariete — модификация с дизельным двигателем мощностью 1500 л. с., гидропневматической подвеской, улучшенной системой управления огнём и усиленной защитой(был представлен на выставке Eurosatory 2002, но на вооружение принят не был).
- C1 Ariete MLU — планируемая модификация, включает в себя апгрейд, соответствующий C2 Ariete, но с небольшими доработками.
- C1 Ariete DAU - облегчённая и более универсальная версия танка. В своё время считался почти самым сильным танком Европы, однако не попал в массовое производство.

## Описание конструкции
C1 Ariete имеет классическую компоновку: c отделением управления в передней части, боевым в центре и силовым (моторно-трансмиссионным) отделением в кормовой части. Экипаж танка состоит из четырёх человек: механика-водителя, командира, наводчика и заряжающего.

### Броневой корпус и башня
Корпус и башня танка цельносварные, с применением комбинированной брони в лобовых деталях корпуса, лобовых и боковых деталях и стенках башни. Точных данных по бронированию танка нет, но по некоторым оценкам оно обеспечивает защиту, как минимум от 105-мм бронебойных подкалиберных снарядов и большинства лёгких противотанковых гранатомётов.

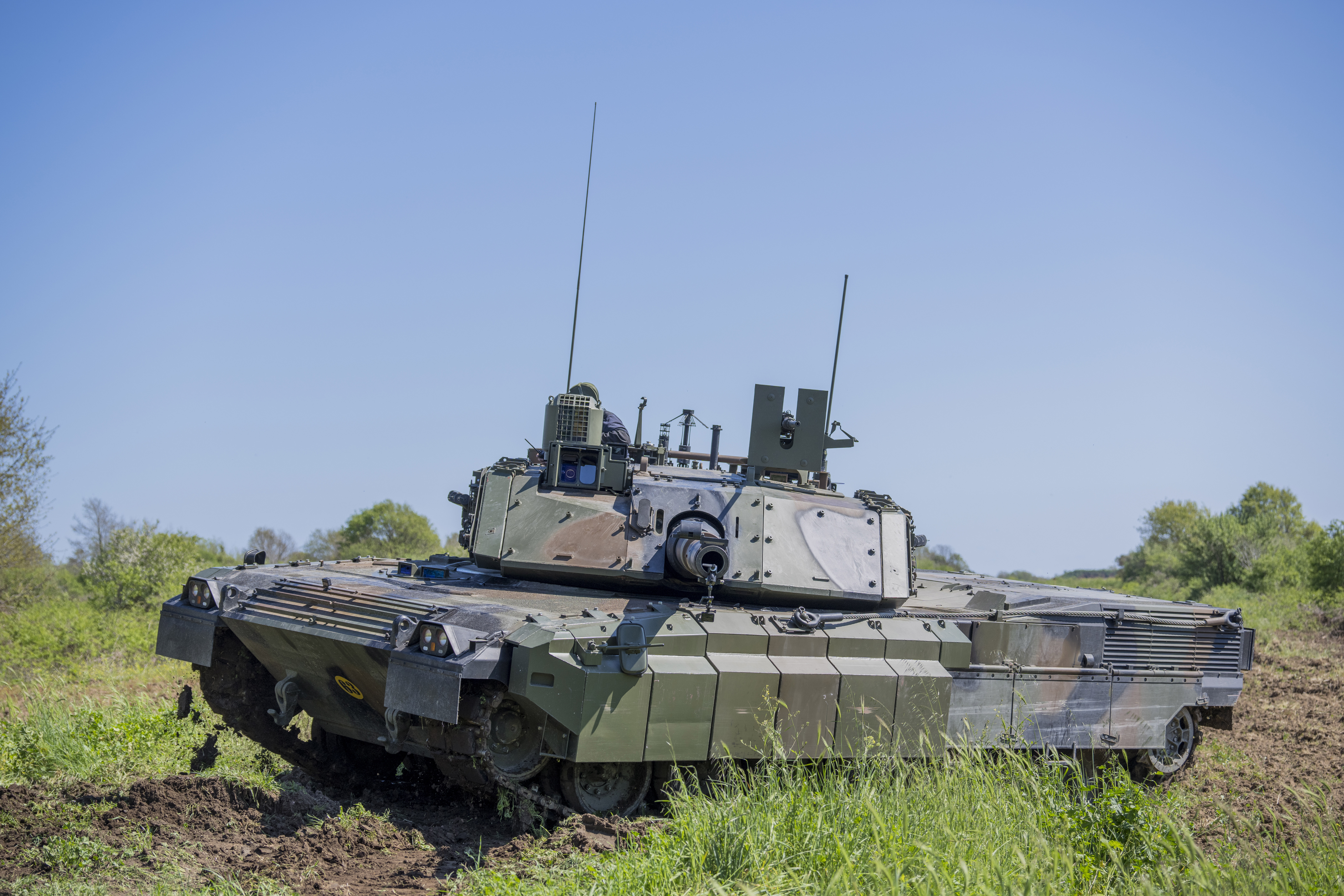
Ariete C2 во время приёмо-сдаточных испытаний в 2025 году.

Справа в передней части корпуса расположено место механика-водителя, осуществляющего управление машиной при помощи штурвала. Слева от места механика водителя расположена часть боекомплекта танка. В средней части располагается боевое отделение, по бокам которого в задней части расположены два основных топливных бака, изготовленных из стеклопластика. На крыше корпуса, на погоне установлена башня. Справа в башне расположено место командира танка, впереди и чуть ниже от него — место наводчика, место заряжающего расположено слева. Вышибные панели, как и изолированное отделение для боекомплекта, отсутствуют. Боеукладка расположена частично на полу башни, частично - в корпусе рядом с механиком-водителем. В кормовой части корпуса Ариете находится моторно-трансмиссионное отделение. По бортам корпуса навешены противокумулятивные экраны, которые для обеспечивания доступа к ходовой части могут быть быстро подняты вверх.
Для посадки и высадки механик-водитель располагает люком в крыше отделения управления, при открывании люк приподнимается вверх и поворачивается вправо. Так же, в днище корпуса за сиденьем механика-водителя расположен аварийный люк. Люки для остальных членов экипажа размещались в крыше башни: индивидуальный у заряжающего и общий для командира и наводчика — в командирской башенке. Кроме этого, на стенке в левой части башни расположен лючок для пополнения боеприпасов и выброса стреляных гильз.
Танк также может быть укомплектован двумя типами динамической защиты PSO(для повышения защиты бортов башни и корпуса в городских условиях) и WAR (для повышения защиты танка в лобовой проекции).

### Вооружение
Основное вооружение C1 Ariete составляет 120-мм гладкоствольная пушка компании «Otobreda». Пушка имеет ствол длиной 44 калибра, снабжёна системой контроля кривизны ствола, теплоизоляционным кожухом и эжектором для продувки ствола; противооткатные устройства пушки состоят из тормоза отката и накатника, установленные на люльке пушки.
Боекомплект орудия составляет 42 выстрела, из них 15 размещены в нише башни в боеукладке, а оставшиеся 27 в корпусе, рядом с местом механика-водителя.
На танке установлена система управления огнём TURMS (Tank Universal Modular System — танковая универсальная модульная система) компании «Officine Galileo», точно такая же как и на БМТВ «Кентавр». В состав СУО входят: панорамный комбинированный прицел командира, основной перископический прицел наводчика, баллистический вычислитель, комплект датчиков условий стрельбы, система контроля кривизны ствола и пульты управления командира, наводчика и заряжающего. Панорамный комбинированный прицел командира обладает стабилизированной линией визирования и переменным увеличением 2,5 и 10 крат, так же он обеспечивает круговое наблюдение по горизонту и обзор по вертикали в пределах от −10 до +60°. Основной перископический прицел наводчика обладает стабилизированной в двух плоскостях линией визирования, встроенным лазерным дальномером и 5-кратным увеличением. Так же наводчик имеет дублирующий телескопический прицел C-102, 8-кратным увеличением.
Вспомогательное вооружение танка состоит из двух 7,62-мм пулемётов MG3. Один из которых размещён в спаренной с пушкой установке, а стрельба из него ведется с места наводчика. Второй пулемёт размещён в турельной зенитной установке с пружинными балансирами, расположенной на крыше башни, и может монтироваться на люке командира или заряжающего. Зенитный пулемёт имеет углы наведения 360° по горизонтали и от −9 до +65° по вертикали.

### Двигатель и трансмиссия

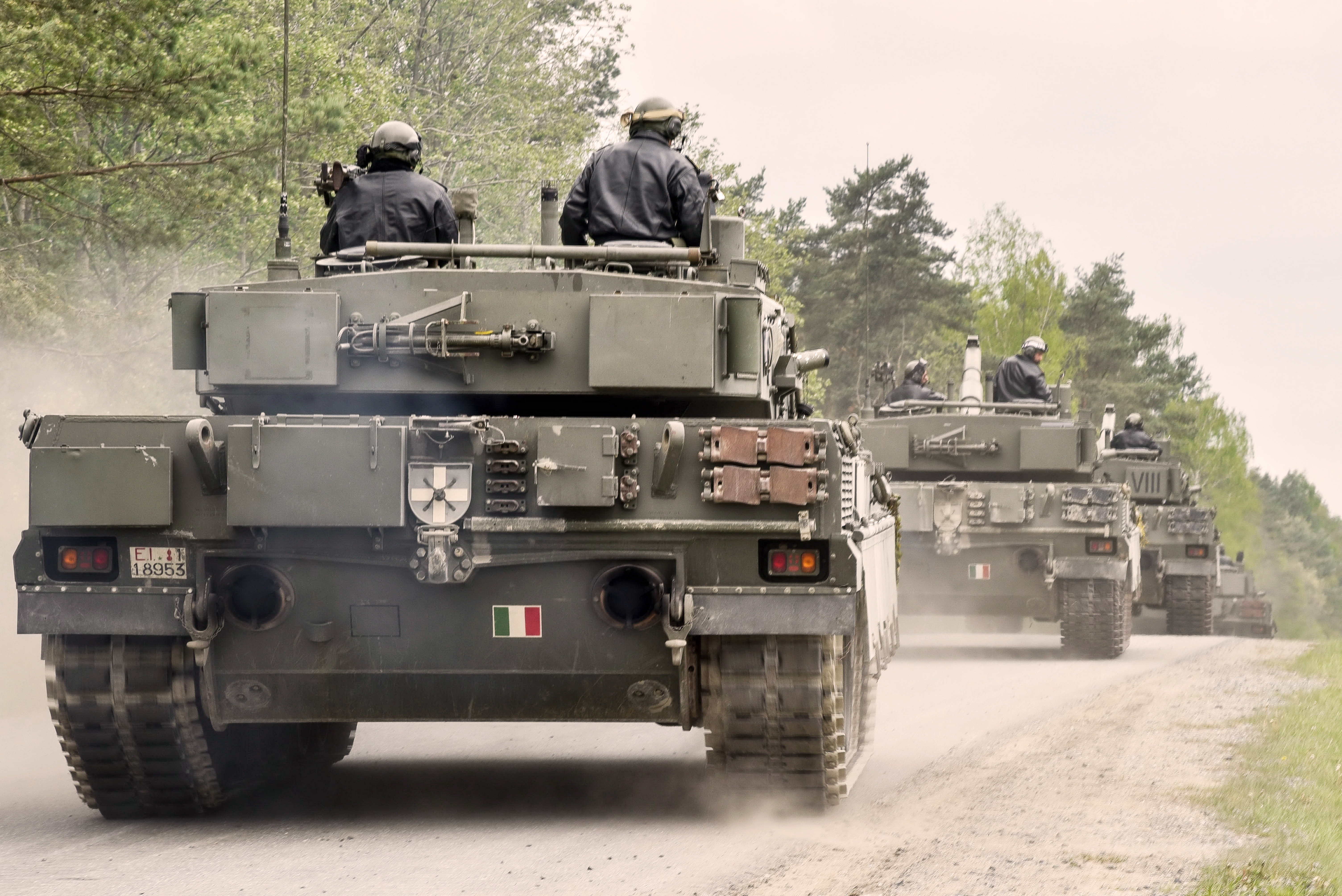
C1 Ariete, вид сзади

У C1 Ariete двигатель и трансмиссия, вместе с обслуживающими их системами, объединены в один силовой блок, который может быть заменён менее чем за час.
Силовой блок Ариете оснащён V-образным 12-цилиндровым четырёхтактным дизельным двигателем IVECO V-12 МТСА 12 жидкостного охлаждения с турбонаддувом, мощностью 1300 л. с. Турбонаддув обеспечивается турбонагнетателями, устроенных сзади двигателя, по одному на каждый блок из шести цилиндров. Забор воздуха осуществляется в верхней части моторно-трансмиссионного отделения, а выхлоп по бокам, так же как и у немецкого Леопард-2.
Трансмиссия автоматическая, гидромеханическая Renk LSG 3000 (разработанная в Германии, но по лицензии производилась итальянской компанией IVECO), обеспечивает четыре передачи переднего и две заднего хода, три фиксированных радиуса поворота и разворот вокруг своей оси.
Вспомогательный бак служит для бесперебойной подачи топлива к двигателю при движении танка на склонах, при его кренах, а также, при частично пустых основных баках.

### Ходовая часть

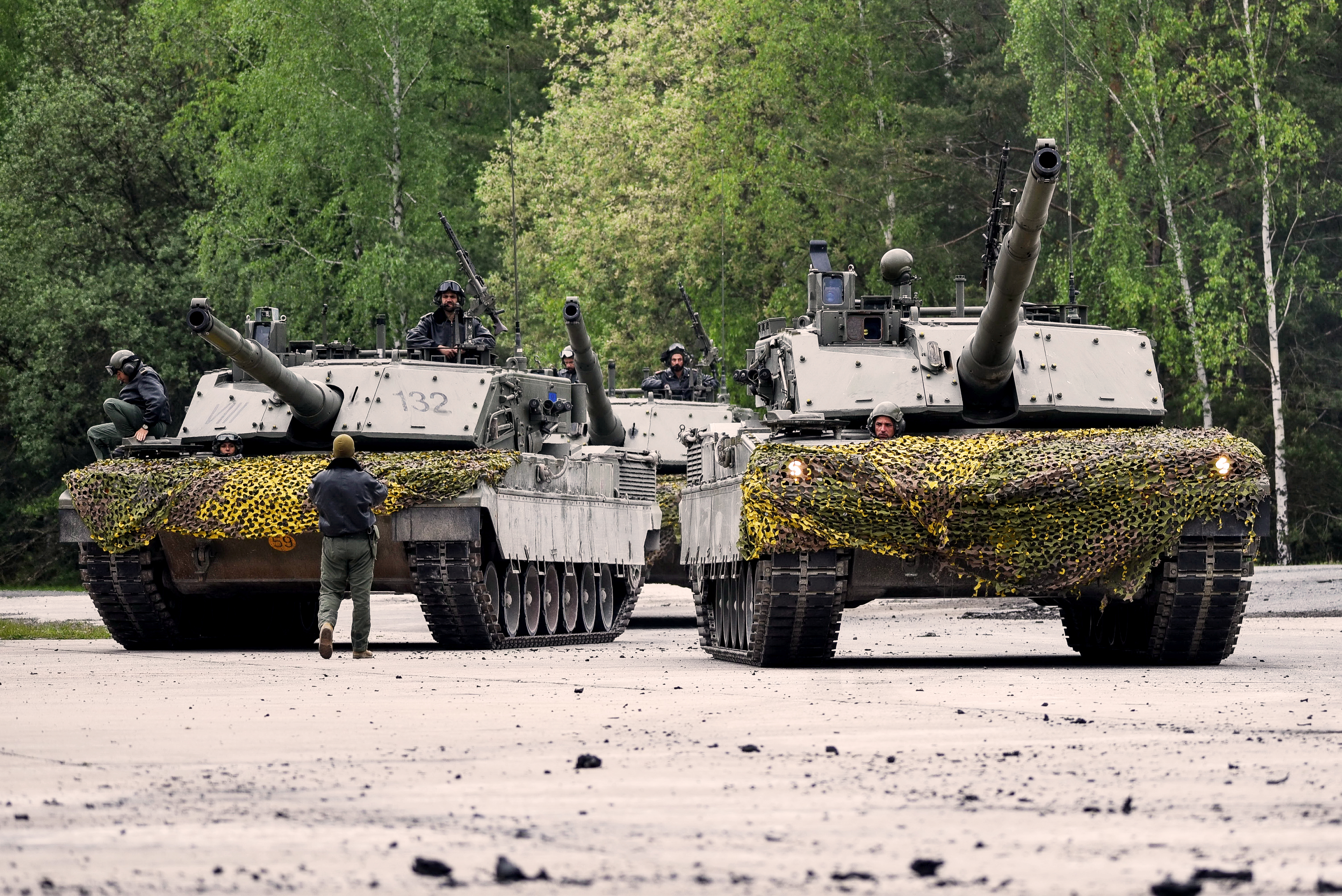
Ariete 132-го танкового полка на Strong Europe Tank Challenge в 2016 году.

Ходовая часть C1 состоит из семи пар сдвоенных обрезиненных опорных катков и четырёх пар поддерживающих катков. В задней части машины находятся ведущие колёса, в передней — направляющие. Подвеска опорных катков — торсионная, с гидравлическими ограничителями хода катков, и гидравлическими амортизаторами на первых, вторых, третьих, шестых и седьмых узлах подвески. На Ариете устанавливаются гусеничные ленты «Тип 840» — разработанные немецкой компанией Diehl специально для танка и изготавливается по лицензии в Италии. Траки ленты с параллельным резинометаллическим шарниром и индивидуальными асфальтоходными башмаками, соединены между собой скобами на концах и гребнем по центру трака.

### Специальное оборудование
На Ариете установлена система защиты от оружия массового поражения SP-180 компании Sekur. Для маскировки танка и постановки дымовых завес на каждом борту башни устанавливался блок из четырёх 80-мм дымовых гранатомётов системы Galix. Пуск дымовых гранат может приводиться в действие автоматической системой предупреждения о лазерном облучении.

## На вооружении
- Италия — 147 танков C1 Ariete, 3 C2 Ariete AMV в опытной эксплуатации, по состоянию на 2024 год[5]

## Ариете в играх
- В War Thunder присутствует в пяти вариациях; Ariete (P), Ariete PSO, Ariete, Ariete AMV и Ariete Certezza
- В Armored Warfare представлен как C1 Ariete, ОБТ 8-го уровня.